# Siédougou (Manni)
Pour les articles homonymes, voir Siédougou.
Siédougou est un village du département et la commune rurale de Manni, situé dans la province de la Gnagna et la région de l’Est au Burkina Faso.

## Géographie

### Situation et environnement
Siédougou est situé à 8 km au Nord-Ouest de Manni, chef-lieu du département, et est constitué de centres d’habitations isolés.

### Démographie
- En 2003, le village comptait 2 938 habitants estimés[2].
- En 2006, le village comptait 2 264 habitants recensés[1].

## Économie
L’économie du village est liée aux importantes exploitations agricoles de la zone – principalement localisées sur son territoire – permises grâce à l’irrigation fournie par le barrage en remblai réalisé entre Tambidi et Lipaka en amont sur la rivière Gouaya.

## Transports
Le village se trouve le long de la route départementale 21 menant à Coalla (ou Koalla) ainsi qu’à proximité de la route nationale 18.

## Santé et éducation
Le centre de soins le plus proche de Siédougou est le centre de santé et de promotion sociale (CSPS) de Dakiri.